# Francisco Ozoria Acosta
Francisco Ozoria Acosta (ur. 10 października 1951 w Nagua) – dominikański duchowny rzymskokatolicki, doktor nauk teologicznych specjalizujący się w teologii pastoralnej, biskup diecezjalny San Pedro de Macorís w latach 1997–2016, arcybiskup metropolita Santo Domingo i tym samym prymas Ameryki od 2016, biskup polowy Dominikany od 2017.

## Życiorys
Święcenia kapłańskie otrzymał 2 września 1978 i został inkardynowany do diecezji San Francisco de Macorís. Pracował głównie jako duszpasterz parafialny, był także m.in. wicerektorem niższego seminarium w Concepción de La Vega, wikariuszem biskupim ds. duszpasterskich oraz wykładowcą seminarium w Santo Domingo.
1 lutego 1997 papież Jan Paweł II mianował go ordynariuszem diecezji San Pedro de Macorís. Sakry biskupiej udzielił mu 15 marca 1997 kardynał Nicolás de Jesús López Rodriguez.
4 lipca 2016 papież Franciszek mianował go arcybiskupem metropolitą Santo Domingo. Ingres odbył się 10 września 2016.
2 stycznia 2017 został mianowany także ordynariuszem polowym Dominikany.